# Čmrlji kolibri
Čmŕlji kolíbri (znanstveno ime Mellisuga helenae) spada v družino kolibrijev. Živi na Kubi. Prehranjuje se s cvetnim nektarjem, ki ga nabira med lebdenjem po zraku. Samec tehta 1,6 grama in je velik 4,5 centimetrov, samica pa je še manjša.
Čmrlji kolibri velja za najmanjšega ptiča na svetu.